# جزيرة بالاباك
جزيرة بالاباك هي جزيرة تقع في أقصى جنوب مقاطعة بالاوان في الفلبين، ضمن أرخبيل بالاباك، تطل الجزيرة على بحر سولو، وتُعد من المناطق البعيدة نسبياً عن المراكز الحضرية، وتتميز بشواطئها الرملية البيضاء ومياهها الصافية.

## نبذه
تتميز الجزيرة بتنوع بيولوجي غني، وتُحيط بها شعاب مرجانية واسعة تُعد موطناً للعديد من الأنواع البحرية، ما يجعلها وجهة مميزة لعشاق الغوص والغطس السطحي، كما تنتشر حول الجزيرة جزر صغيرة غير مأهولة تُضفي على المنطقة طابعاً من العزلة والجمال الطبيعي.
ورغم صعوبة الوصول النسبي إلى الجزيرة، إلا أن بالاباك تزداد شهرة بين المسافرين الباحثين عن مواقع هادئة وغير مزدحمة، حيث تُوفّر تجربة فريدة من نوعها بعيداً عن المسارات السياحية التقليدية.